# Jérôme Boateng
Jérôme Boateng (født 3. september 1988 i Vestberlin, Vesttyskland) er en tysk fodboldspiller af ghanesisk oprindelse, der spiller som forsvarsspiller hos den italianske Serie A-klub Salernitana. Han har tidligere spillet for de tyske klubber Bayern München, Hertha Berlin og Hamburger SV, den engelske klub Manchester City og den franske klub Lyon.
Boateng er bror til en anden professionel fodboldspiller, Kevin-Prince Boateng.

## Landshold
Boateng har siden 2007 optrådt adskillige gange for landets U-21 hold. Den 10. oktober 2009 fik han sin debut for Tysklands A-landshold i en kamp mod Rusland. Han står (pr. 3. september 2021) noteret for 76 landskampe, og var en del af truppen til VM i 2010, EM i 2012 og VM i 2014. Ved 2014-turneringen var han som fast mand i det tyske forsvar med til at vinde guld.